# Ксанто пореса
Ксанто пореса, краб-водолюб, фіолетовий краб (Xantho poressa) — краб родини ксантові. Єдиний вид роду у фауні України.

## Розповсюдження
Розповсюджений вздовж Атлантичного узбережжя Африки (Канарські острови), у Середземному та Чорному морі. В Україні зустрічається вздовж Кримського півострова (крім опріснених ділянок) та в районі острова Зміїний.

## Будова
Невеликий краб, довжина до 26 мм, ширина до 43 мм. Карапакс поперечно — овальний, лобовий край широкий. Передньо-бокові краї мають по 4 шипи, два передні іноді редуковані. Абдомен конусоподібно завужений. Клешні товсті, порівняно великі. Кінцівки вкриті короткими волосками. Забарвлення карапаксу та кінцівок зазвичай фіолетове (іноді темно-зелене або коричневе) з темними крапками. Нижня частина карапаксу жовтувата. Пальці на клешнях чорного кольору, мають зубці з внутрішнього боку.

## Спосіб життя та розмноження

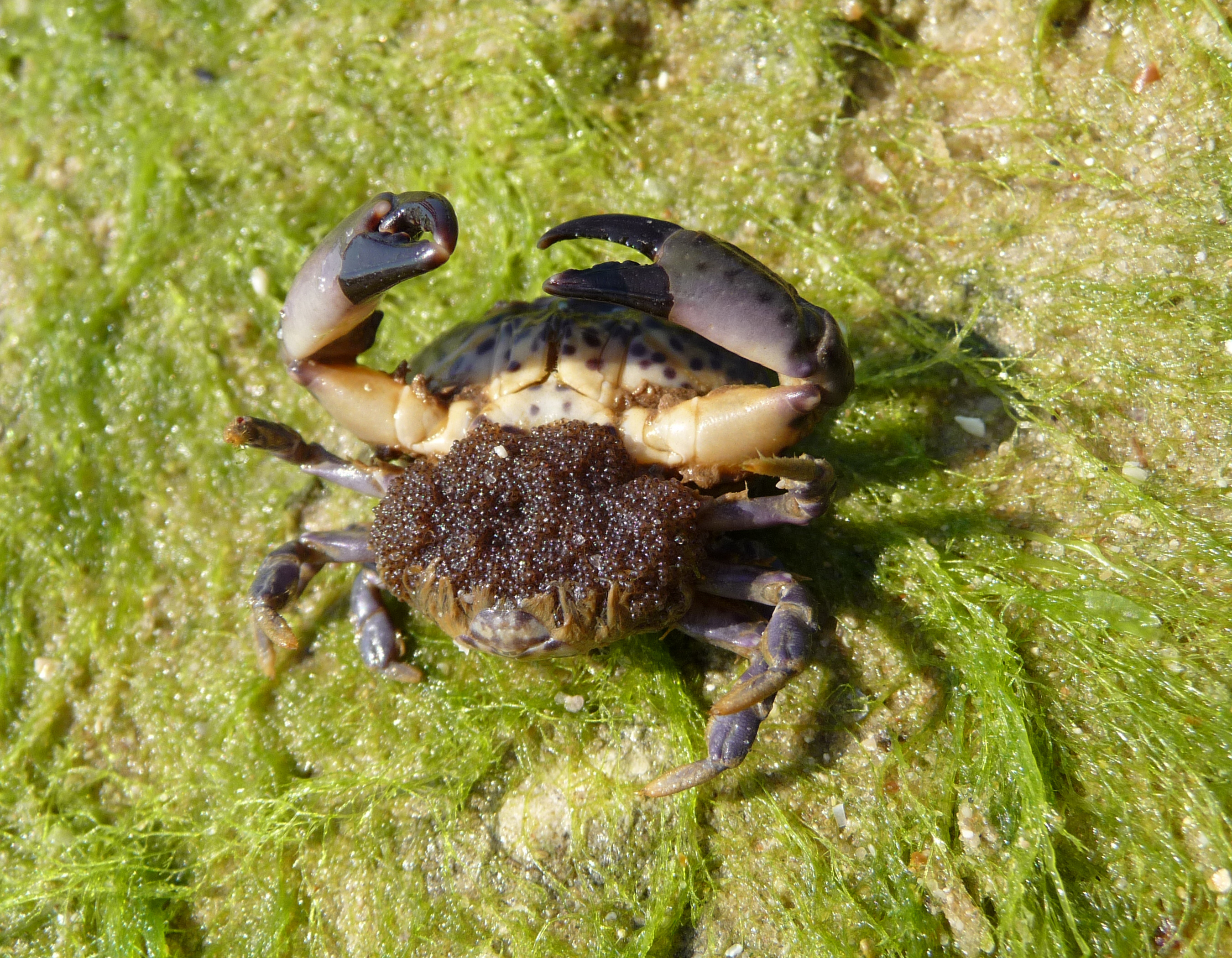
Самиця з ікрою

Донна тварина, зустрічається у прибережній зоні зазвичай на глибинах 0,5-3 м (іноді до 15 м). Надає перевагу кам'янистому ґрунту (живе у щілинах скель або серед каміння), але може зустрічатись і на піщаному ґрунті. Живиться падлом, поліхетами, молюсками. Розвиток з перетворенням, планктонна личинка проходить 4 стадії зоеа (розміри 1,2—1,8 мм) та стадію мегалопу (розміри до 3 мм). Плодючість самиці 800—1400 ікринок. Ікра темного (майже чорного кольору).

## Значення
Вид занесений до Червоної книги України, чисельність скорочується внаслідок забруднення прибережних вод.
Природоохоронний статус виду — недостатньо відомий.